# Crisicoccus chiponensis
Crisicoccus chiponensis är en insektsart som först beskrevs av Takahashi 1939.  Crisicoccus chiponensis ingår i släktet Crisicoccus och familjen ullsköldlöss.
Artens utbredningsområde är Taiwan. Inga underarter finns listade i Catalogue of Life.